# Sub-Zero
Sub-Zero é o pseudônimo de dois personagens da franquia de jogos eletrônicos Mortal Kombat, um dos quais estava entre os personagens originais do primeiro título, lançado em 1992. O personagem é descrito como formidável e que possui a inata habilidade de controlar o gelo de diversas formas, bem como sua rivalidade com Scorpion. Após os eventos do primeiro torneio, revela-se que o primeiro Sub-Zero (Bi-Han) havia sido morto, sendo substituído por seu irmão mais novo a partir de Mortal Kombat II. Enquanto isso, Bi-Han renasceu como espectro Noob Saibot. Este último, inclusive, obteve seu próprio título derivado, intitulado Mortal Kombat Mythologies: Sub-Zero. Ambos foram bem recebidos pela crítica e pelos fãs.

## Concepção e história
Sub-Zero foi concebido pela primeira vez pelo co-criador de Mortal Kombat, John Tobias, como um personagem misterioso chamado simplesmente de "Ninja". De acordo com Richard DiVizio, a ideia seria introduzi-lo no início do desenvolvimento, no projeto que havia sido cancelado pela Midway Games antes de ser reiniciado mais tarde, e em que "originalmente John [Tobias] tinha ninjas japoneses". Tobias escreveu que esta inspiração veio do controverso livro de Li Hsing, China's Ninja Connection, que "postula evidências históricas da existência do Lin Kuei e sua influência sobre o ninja japonês. Eu estava ciente de que havia alguma controvérsia sobre as alegações do autor. Então, quando dividimos o personagem em dois para trocas de paleta, achei que seria apropriado que um fosse de origem chinesa e o outro japonês, personificando o argumento". De acordo com Tobias, o conceito original "caçador e caça" era sobre um ninja fugindo de seu clã, sendo caçado por outro membro. Este conceito foi usado mais tarde para a SZ em Mortal Kombat 3. Daniel Pesina recordou desta ideia de Tobias, na qual envolve-se dois ninjas irmãos, um dos quais "quer liderar o clã, então ele mata o pai que é seu mestre". O nome inicial do Sub-Zero tinha sido Tundra.
Originalmente, o personagem foi retratado ou dublado por atores não asiáticos. A Midway Games, mais tarde, explicou a aparição bastante parcial para um assassino chinês, dando-lhe uma mãe ocidental. De acordo com essa nova história, seu pai tinha uma esposa, dois filhos e uma filha enquanto ele vivia nos Estados Unidos para esconder seu papel pessoal de assassino para o clã Lin Kuei. Sub-Zero foi originalmente retratado por Daniel Pesina, que também surgiu com a ideia do clã. No início, Pesina estava usando uma fantasia de ninja barata, comprada por ele por razões orçamentárias, que era um tamanho muito pequeno e, portanto, causava problemas durante a sessão de filmagem. O programador da Midway Games, Josh Tsui, interpretou o Sub-Zero mais jovem e desmascarado no ending do personagem em Mortal Kombat II.
Os primeiros trajes de Sub-Zero foram muito simples devido a limitações técnicas. O co-criador de Mortal Kombat, Ed Boon, notou que o correspondente de Kuai Liang na DC Comics é o Batman, já que ambos são "personagens sombrios, misteriosos e melancólicos". Tobias disse que o personagem foi desmascarado em Mortal Kombat 3, com objetivo de provocar especulações dos fãs sobre o passado dele. O novo Sub-Zero fez sua estreia oficial na capa GamePro, edição de abril de 1995, mas a foto usada foi um negativo invertido, pois sua cicatriz estava sobre o olho esquerdo. O líder de personagem Mark Lappin fez quase dez passes em seu design; o produtor Shaun Himmerick observou que a equipe havia feito cerca de 5-6 cabeças e estilos de fantasia de cabeça para o personagem e comentou que seu design era difícil de fazer, embora a maioria das pessoas o chamasse de "simples". No final, a equipe ficou satisfeita com sua aparência final no jogo, uma vez que relembra seu clássico. Sua aparição em Injustice 2 foi redesenhada por Jim Lee.
Quando Sub-Zero estreou no primeiro título, ele apresentou apenas dois movimentos especiais: sua explosão de gelo e o chute deslizante. Esses movimentos se tornaram a marca registrada do personagem desde então, sendo apresentado em todos os jogos subsequentes. Mortal Kombat II adicionou seu movimento de congelamento do solo e duas novas fatalidades, incluindo a finalização na qual ele congela e quebra a vítima. De acordo com Boon, o movimento especial de congelamento havia sido omitido do jogo, mas foi trazido de volta na próxima revisão após um feedback dos fãs em um fliperama local. Segundo Boon, sua finalização favorita do personagem em seu primeiro título Spine Rip (inspirada no filme O Predador). Apesar disso, ela é a mais controvérsia já que algumas versões caseiras do primeiro jogo a substituíram por outro movimento final devido ao seu conteúdo violento. Ao contrário de outros personagens que retornaram cujos movimentos permaneceram intactos, esta finalização não estava presente nos dois jogos subsequentes, retornando apenas na atualização Ultimate Mortal Kombat 3. No entanto, o movimento foi intencionalmente censurado pela Midway; logo depois que ele agarrou seu oponente, a tela ficou preta e apenas os efeitos sonoros resultantes foram ouvidos. Isso ocorreu porque a equipe de desenvolvimento optou por não animar a fatalidade Spine Rip para cada um dos sprites de personagem atualizados no jogo. A finalização voltou a ser um problema em 2008, quando foi removida do título Mortal Kombat vs. DC Universe já que era destinado a um público mais jovem. Sub-Zero também ganhou um movimento de teletransporte em que ele se congela e cai ao chão, aparecendo atrás do inimigo.

## Recepção
Considerado um dos personagens mais populares e reconhecíveis da franquia e do gênero de luta como um todo, Sub-Zero é considerado o personagem mais icônico de Mortal Kombat, juntamente com Scorpion. Em 1997, ele recebeu o prêmio de melhor lutador pela SuperGamePower após votação dos leitores. Seu redesenho em Mortal Kombat 3, no entanto, não agradou contribuintes da GamePro, que desconsideraram "suspensórios" e compararam sua cicatriz a uma mancha vermelha. No entanto, sua aparição em Deadly Alliance recebeu elogios de Tim Lewinson, do Gaming Age, observando que "Sub-Zero nunca pareceu tão bom". O GameDaily listou sua aparição em Mythologies: Sub-Zero como um dos seus piores momentos. Por outro lado, a equipe do portal IGN gostou de como Sub-Zero recebeu seu próprio jogo, notando que ele era um dos personagens mais populares da série, e que "oferece aos jogadores uma nova visão do Sub Zero". Um artigo publicado pelo GamesRadar em 2011 discutiu a evolução do personagem, bem como a evolução de seu rival, Scorpion, citando-os como sendo os dois personagens mais populares. A rivalidade entre Sub-Zero e Batman em Mortal Kombat vs. DC Universe foi enfatizada pela IGN, observando que, embora ambos os personagens fossem extremamente poderosos, as habilidades de congelamento de Sub-Zero eram mais divertidas do que as habilidades de Batman. Den of Geek listou o primeiro Sub-Zero, Bi-Han, como o oitavo melhor personagem de Mortal Kombat, elogiando seu papel em Mythologies: Sub-Zero, enquanto o segundo foi classificado como o melhor da franquia baseado em muitas de suas ações, sua rivalidade com Batman, bem como o seu papel no universo e sua relação com o clã. Por outro lado, John Dewhurst da Hyper opinou o que contribuiu para o fracasso de Mythologies: Sub-Zero é que o personagem título "não é tão interessante" sozinho.
Em 2010, a UGO classificou Sub-Zero em nono lugar em sua lista de personagens da franquia, notando sua fantasia de ninja como a mais icônica da série. Naquele mesmo ano, GamePlayBook classificou-o como o melhor personagem de Mortal Kombat, elogiando seus ataques de congelamento e a finalização "Head Rip", mas a versão desmascarada foi classificada como a terceira pior. No ano seguinte, o personagem foi classificado na segunda colocação da lista "Mortal Kombat kharacters" da ScrewAttack, enquanto que Anthony Severino, do Game Revolution, dividiu a liderança de sua lista de melhores lutadores de Mortal Kombat entre Sub-Zero e Scorpion, notando ambos como os personagens mais populares da franquia. Em 2012, Sub-Zero ficou em terceiro lugar na lista de personagens principais do Mortal Kombat e, no mesmo ano, Brian Altano e Ryan Clements da IGN o escolheu como o personagem mais icônico da franquia para representar a série contra Jin Kazama de Tekken e Ryu de Street Fighter.